# Musée du pain d'Agdam
 (mai 2021).
Le Musée du pain (en azéri : Çörək muzeyi) est un musée qui existait autrefois dans la ville d'Agdam, en RSS d'Azerbaïdjan.

## Histoire
Le moulin, qui abrite le musée du pain, a été construit par un représentant d'une famille bien connue de la région à la fin du XIXe siècle, Mohammed Garayev. Il était protégé par l'État en tant que monument de la culture locale. Le complexe comprenait également un caravansérail. L'idée de créer un musée du pain à Agdam, reconnu comme le deuxième au monde, appartient à Sadig Murtuzayev, qui en 1982 était premier secrétaire du Comité du Parti communiste du district.

## Création
Les travaux de réparation et de restauration au moulin, commencés la même année, s'achèvent l'année suivante, et le 25 novembre 1983, le musée reçoit ses premiers visiteurs.
À l'époque soviétique, le caravansérail situé sur le territoire de la « Cour du moulin » (Dəyirman həyəti) était adapté au logement et loué aux résidents locaux. En 1987, le moulin était opérationnel.
Les travaux de décoration du musée ont été réalisés sous la direction d’un employé du service décoration du ministère de la Culture d'Azerbaïdjan.

## Description
La façade du bâtiment était ornée de tissages ajourés d'ornements et deux panneaux de mosaïque représentant des épis de blé et le soleil. À l'intérieur, il y avait des vitraux, un plafond de carreaux de bois clair et sombre et un éclairage tamisé. À l'entrée de l'une des salles du musée, il était écrit « Incline-toi devant le pain ! » Dans la zone adjacente au musée, se trouvait la cafétéria Sunbul. L'entrée du musée donnait directement sur la salle d'été qui abritait une petite fontaine en son milieu, dont une partie était couverte. De la salle on accédait au salons d’exposition, dont la superficie étaient de 80 m2 et 30 m2.
produits à base de farine, y compris des types de pain cuits à Gandja, au Nakhitchevan, au Karabakh, en Géorgie, en Arménie, au Daghestan et à Samarkand étaient exposés au deuxième niveau. De plus, une ancienne cruche et des ustensiles de cuisine étaient exposés dans la salle inférieure. Les objets exposés dans la salle voisine étaient exclusivement liés à la culture des céréales et à l'agriculture. Différents types de blé, des expositions à base de céréales, des cartes de pain délivrées aux enfants pendant la guerre, ainsi que la carte de l'Azerbaïdjan à base de grains de blé étaient exposés ici.

## État actuel
Le musée a été gravement endommagé pendant la guerre du Karabakh au début des années 1990 et, pour le moment, le bâtiment du musée est en ruine.
A l'entrée de l'une des salles du musée, il était écrit "Arc au pain!".